# كونستانتينوس كاناريس
كونستانتينوس كاناريس (باليونانية: Konstantínos Kanáris) كان أميرالًا ورجل دولة يونانيًا وأحد أبرز أبطال حرب الاستقلال اليونانية؛ ذاعت شهرته بعد إحراقه سفينة العلم العثمانية قبالة خيوس ليل 6–7/18–19 يونيو 1822 انتقامًا لمجزرة خيوس. وبعد الاستقلال تولّى رئاسة وزراء اليونان عدة مرات (1848–1849، 1864، 1864–1865، 1877) وتوفي وهو في المنصب.

## السيرة المبكرة
وُلد كاناريس في بسارا نحو عام 1790، بحسب قاعدة بيانات «بانديكتيس» التابعة للمؤسسة اليونانية الوطنية للبحث العلمي، وتوفي عام 1877 في أثينا. عمل بحّارًا في سن مبكرة قبل أن ينخرط مع اندلاع الثورة (1821) في أسطول بلاده ويشتهر كقائد سفن حارقة (برولوطي).

## حرب الاستقلال (1821–1829)
نفّذ كاناريس عملية إحراق شهيرة لسفينة العلم العثمانية قبالة خيوس في ليلة 6–7/18–19 يونيو 1822، ما أدّى إلى مقتل آلاف البحارة ومن بينهم القبودان باشا نصوح زاده علي باشا؛ وقد عُدَّت العملية ردًّا مباشرًا على مجزرة خيوس. وواصل كاناريس استخدام السفن الحارقة ضد سفن عثمانية في بحر إيجه، كما حاول في أغسطس 1825 إحراق أسطول محمد علي باشا المصري في ميناء الإسكندرية غير أن المحاولة أخفقت بسبب تغيّر الرياح في اللحظات الأخيرة. وعلى الرغم من بطولاته في البحر، لم يتمكّن من منع تدمير موطنه بسارا عام 1824 على يد العثمانيين، وهو حدث أحدث صدى واسعًا في أوروبا.

## المسيرة السياسية
بعد الاستقلال التحق كاناريس بالبحرية اليونانية الجديدة حتى رُقّي إلى رتبة أميرال، ثم انخرط في السياسة؛ فتولّى رئاسة الوزراء أكثر من مرة: 1848–1849، وفي عام 1864 مرتين، ثم عام 1864–1865، وأخيرًا عام 1877 حيث توفي وهو في منصبه. وتضعه المصادر الحديثة في مصافّ أبرز رجالات الدولة في الحقبة المبكرة من المملكة اليونانية نظرًا لدوره في حكومات ما بعد الملك أوتو وخلال السنوات الأولى من حكم الملك جورج الأول.

## الإرث والتكريم
تُعدّ «قضية خيوس» والعمليات البحرية التي قادها كاناريس من أشهر مشاهد حرب الاستقلال في الذاكرة اليونانية الحديثة، ويُعرض في المتحف التاريخي الوطني بأثينا إناءٌ فضّي (لِكِيثُس) يحفظ قلب كاناريس بوصفه أثرًا تذكاريًا من القرن التاسع عشر. كما أطلقت البحرية اليونانية اسمه على عدة سفن حربية، من بينها الفرقاطة الحديثة HS Kanaris (F-464)؛ وهو تقليد يخلّد ذكرى بطل البحر في الوعي المؤسسي اليوناني.